# Radijan
Radijan (znak: rad) mjerna je jedinica za kut. U matematici se obično podrazumijeva za vrijednosti kutova uz koje ne stoji znak za stupanj (°). U Međunarodnom sustavu jedinica (SI) bio je dopunska jedinica do 1995. kada je ta kategorija ukinuta, pa od tada pripada u izvedene jedinice SI.
Veličina središnjeg kuta (α) u radijanima jednaka je omjeru duljine kružnog luka (b) nad tim kutom i polumjera kružnice (r):
{\displaystyle \alpha ={\frac {b}{r}}\,\mathrm {rad} }
Kako se duljina luka i polumjer kruga mjere istim jedinicama znači da je dimenzija kuta jednaka broju jedan, tj. radijan je samo poseban naziv za broj jedan kojim se označava da se brojevna vrijednost odnosi na kut:
{\displaystyle [\alpha ]=\mathrm {rad} =1\,}
Opseg kruga je 2πr, pa slijedi da puni krug ima 2π radijana, tj.:
{\displaystyle 360^{\circ }=2\pi \,\mathrm {rad} }
ili:
{\displaystyle 1\,\mathrm {rad} ={\frac {360^{\circ }}{2\pi }}\approx 57{,}29577951^{\circ }}